# Ves Montgomeri
Džon Lesli Montgomeri (engl. John Leslie Montgomery) američki je džez gitarista, poznatiji kao Ves Montgomeri, rođen je u Indijanopolisu 6. marta 1923. godine kao jedno od petoro dece. Odrastao je u Kolumbusu, Ohajo, gde se preselio posle razvoda roditelja. Uslovi u kojima su živeli nisu mu omogućili da se školuje i stekne nekakvo muzičko obrazovanje.
1953. godine, njegov brat Monk kupuje mu malu gitaru sa četiri žice za koju Ves nije bio naročito vezan i nikad je nije smatrao značajnom za svoju karijeru.

## Tehnika
Sa 19 godina čuvši Čarli Kristijana i njegovu kompoziciju „Solo Flight“ oduševljava se i odlučuje da se ozbiljno posveti gitari i za 350 dolara kupuje gitaru i pojačalo. Skidajući kompozicije Čarli Kristijana počinje svoje prve korake kao muzičar. Samim tim što je bio samouk razvio je jedan u potpunosti nov pristup gitari, koji je danas usvojen kao standard u sviranju džez gitare. Nikad nije koristio trzalicu nego je žice okidao unutrašnjim delom palca, okidajuci žice samo nadole ukoliko bi svirao melodijsku liniju na pojedinačnim žicama, a koristeći pokrete gore-dole palcem ako bi svirao akorde. Ovako proizveden topao i pun ton postaće Montogomerijev zaštitni znak. Kao još jedno od obeležja njegovog sviranja je i korišćenje oktava. Montgomeri bi svirao čitave melodijske linije ili čak solo deonice koristeći dva ista tona odvojena za celu oktavu odsvirana unisono.

## Oprema
Uglavnom je koristio Gibson gitare, modele ES-175 i . Pred kraj njegove karijere Gibson je napravio dve gitare za Vesa, razlikovale su se samo po broju magneta, pa su umesto dva imale jedan magnet koji je bio postavljen naopačke. Što se pojačala tiče nikad nije našao pojačalo koje mu je bilo po volji.

## Karijera
Godine 1948. je dobio ponudu od Lajonela Hemptona da se pridruži njegovom bendu u kojem je proveo dve godine. Narednih sedam godina provešće u Indijanopolisu svirajući da bi izdržavao svoju sedmočlanu porodicu. Povremeno je svirao i snimao sa svojom braćom Monkom i Bodijem. U septembru 1959. jednoj Vesovoj svirci prisustvuje poznati saksofonista Kenonbol Ederli, koji ga oduševljen povezuje sa izdavačkom kućom „Riverside Records“ sa kojom i potpisuje ugovor.
Slede mnoga izdanja od kojih mu jedno od najpoznatijih, „The Incredible Jazz Guitar of Wes Montgomery“ iz 1960. obezbeđuje zasluženo mesto među džez velikanima. Posle ovog izdanja slede snimanja sa velikanima poput Džordža Širinga, Rona Kartera, Fili Džo Džounsa i Vintona Kelija. 1961. dobija poziv od Džona Koltrejna sa kojim nastupa na džez festivalu u Montereju. Koltrejn poziva Vesa da mu se pridruži na turneji, ali ga Ves nažalost odbija, smatrajući se nedostojnim tog poziva. 1961. se vraća u Indijanopolis svojoj ženi i deci. 1962. u gradu je boravio bend Majlsa Dejvisa sa kojima nastaje drugo remek-delo „Full House“, album snimljen uživo u „Tsubo Coffee House“ u Berkliju.
Sledi po mnogim kritikama lošiji deo Vesove karijere. Albumom „Fusion“, koji je snimljen u pratnji gudačkog orkestra, načinio je mnoge značajne promene u svojim izdanjima. Njegovo loše materijalno stanje i porodica koju je uvek postavljao na prvo mesto primorali su ga da potpiše ugovor sa izdavačkom kućom „Verve Records“ za koje će snimati komercijalni albumi koji po mišljenju nekih kritičara prelaze u granice ambijentalne muzike.
Dobitnik je mnogih nagrada i više puta nominovan za najboljeg gitaristu od strane prestižnog časopisa „Downbeat“. Ostavio je veliki uticaj na džez današnjice, i ubraja se među najuticajnije gitariste današnjice. Umro je od srčanog udara u naručju svoje žene 15. juna 1968. godine u svojoj kući u Indianapolisu.

## Diskografija
- „“ – 1957.
- „“ – 1958.
- „“ – 1959.
- „“ – 1959.
- „“ – 1959.
- „“ – 1960.
- „“ – 1960.
- „“ – 1960.
- „“ – 1960.
- „“ – 1960.
- „“ – 1960.
- „“ – 1961.
- „“ – 1961.
- „“ – 1961.
- „“ – 1961.
- „“ – 1961.
- „“ – 1962.
- „“ – 1963.
- „“ – 1963.
- „“ – 1963.
- „“ – 1963.
- „“ – 1964.
- „“ – 1965.
- „“ – 1965.
- „“ – 1965.
- „“ – 1965.
- „“ – 1966.
- „“ – 1966.
- „“ – 1966.
- „“ – 1966.
- „“ – 1967.
- „“ – 1967.
- „“ – 1968.

## Spoljašnje veze
- :Биографија Веса Монтгомерија